# Jaroslav Jelínek
Jaroslav Jelínek, křtěný Jaroslav Vilím (2. dubna 1882 Holešovice-Bubny – 19. ledna 1946 v Praze) byl novinář.

## Život
Narodil se v Malých Bubnech v rodině stavitelského kresliče Vilíma Jelínka a jeho ženy Marie Hrabětové. V roce 1909 se oženil s Annou Foltovou.

### Před druhou světovou válkou
V období mezi dvěma světovými válkami pracoval jako parlamentní zpravodaj slovenských Robotnických novin a plzeňské Nové doby. V letech 1924 až 1938 působil jako redaktor Nové svobody a také jako spolupracovník Práva lidu a deníku Československá republika. Vystupoval jako publicistický mluvčí tradiční sociální demokracie, zejména jejího národně orientovaného proudu. Mezi jeho přátele patřili: Gustav Habrman, František Soukup, Rudolf Bechyně, Antonín Hampl, Ivan Dérer a další. Jaroslav Jelínek propagoval česko – slovenskou vzájemnost, angažoval se jako osvětový a kulturní pracovník a aktivista Dělnické akademie. Od roku 1930 byl tajemníkem Sboru pro zřízení druhého Národního divadla. To on inicioval vydání osmidílných Dějin Národního divadla (1932).

## Za protektorátu

### Novinářská maffie
Brzy po 15. březnu 1939 založil historik dr. František Bauer novinářskou odbojovou skupinu (označovanou někdy[kde?] jako "novinářská maffie"). V této ilegální skupině jej zastupoval spisovatel Vladimír Sís. Skupina byla napojena na Politické ústředí (PÚ). a ÚVOD. Nejužšími členy této novinářské odbojové skupiny byli (vedle dr. Františka Bauera) a Jaroslava Jelínka také Václav König, Antonín Pešl, Rostislav Korčák, Josef Řezníček z Olomouce a také sociálnědemokratický politik – redaktor Bohumil Laušman.

### Český kurýr
Spolu s historikem dr. Františkem Bauerem; redaktorem České tiskové kanceláře (ČTK) a překladatelem z ruštiny Václavem Königem; českým novinářem a publicistou Antonínem Pešlem a novinářem Dr. Miloslavem Kohákem přispíval Jaroslav Jelínek do ilegálního časopisu Český kurýr. Časopis byl vydáván odbojovou skupinou vedenou Rostislavem Korčákem a Ing. Miroslavem Satranem.

## V roce 1945 a po něm
Na sklonku druhé světové války – v době od března 1945 do května 1945 byl Jaroslav Jelínek vězněn v Praze na Pankráci. Věznění i válku sice přežil, ale po půl roce od jejího skončení zemřel v Praze v lednu 1946 na rakovinu. Torzo jeho memoárové knihy "PÚ: politické ústředí domácího odboje: vzpomínky a poznámky novináře" vyšlo až po jeho smrti v následujícím roce (1947).